# Toleranzkirche (Bučina)

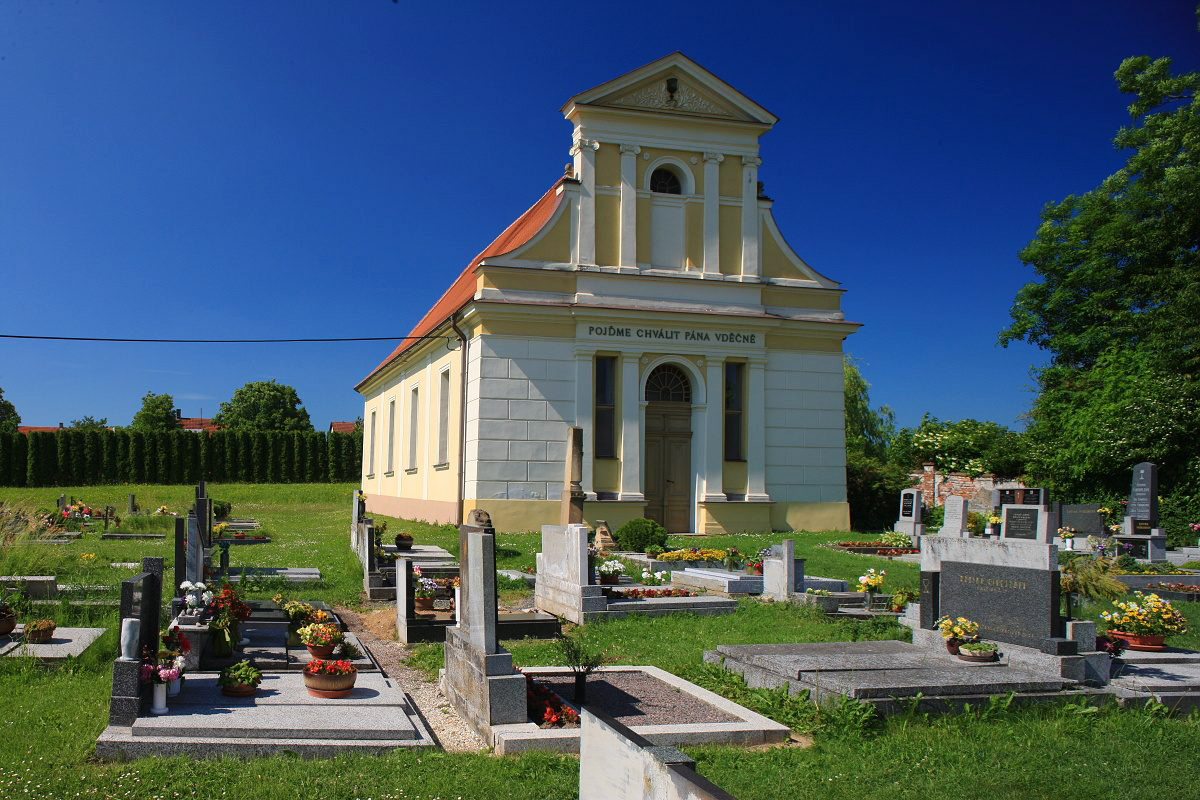
Toleranzkirche Bucina

Die Toleranzkirche ist die evangelisch-reformierte Kirche von Bučina (deutsch Butschina), einer Gemeinde im Okres Ústí nad Orlicí  in Tschechien.  Sie gehört heute der Evangelischen Kirche der Böhmischen Brüder an.

## Geschichte
Während der Reformationszeit war Butschina protestantisch geworden und die in Ortsmitte gelegene Jakobuskirche diente dem evangelischen Gottesdienst, doch konnte nach Durchsetzrung der Gegenreformation 1629 nur eine kryptoprotestantische Gemeinde fortbestehen. Erst mit dem Erlass des Toleranzpatents durch Kaiser Joseph II. konnte 1784 wieder im Ort eine evangelische Gemeinde begründet werden, doch misslang der Versuch, die alte Jakobuskirche, die weiterhin dem römisch-katholischen Gottesdienst diente, zurückzuerhalten. Stattdessen wurde 1786 in Randlage des Ortes auf dem zuvor angelegten evangelischen Friedhof eine der Toleranzkirchen dieser Zeit errichtet, hinzu kam im darauffolgenden Jahr ein Pfarrhaus.
Im Jahre 1883 fand unter dem Pfarrer Jan R. Veselý (1846–1909), zugleich Superintendent der Evangelischen Superintendentur H. B. Böhmen, eine bedeutende Umgestaltung des ursprünglichen Gebetshauses statt, bei der die bescheidene Saalkirche mit einer repräsentativen Schaufassade versehen wurde. Diese zeigt ein von Pilastern eingefasstes Portal mit der Inschrift "Pojďme chválit Boha našeho" („Lasst uns unseren Gott preisen“). Darüber erhebt sich ein weiteres Pilastergeschoss mit einem Dreiecksgiebel, in dessen Mitte der Kelch als Symbol der böhmischen Utraquisten angebracht ist. Gleichzeitig wurde die bisherige liturgische Einrichtung unter Einbeziehung des Altartisches von 1841 zu einem Kanzelaltar verändert.